# Heidi Jergovsky
Heidi Jergovsky, född 1957, är en svensk författare som skriver främst aktivitetsböcker för barn. Hon har även illustrerat flera av sina böcker, designat bokomslag och uppfunnit spel, bland annat Hi-de-ho, publicerade i böcker och album. Från 2001 till 2004 skrev och illustrerade hon "Barnens bästa jultidning". Heidi är sekreterare och webmaster i Sollentuna Författarsällskap.